# Un pequeño favor
Un pequeño favor (en inglés, A Simple Favor) es una película estadounidense de misterio, suspense y comedia dirigida por Paul Feig con guion de Jessica Sharzer, basada en la novela homónima escrita en 2017 por Darcey Bell. Protagonizada por Anna Kendrick, Blake Lively, Henry Golding y Andrew Rannells, fue estrenada en Estados Unidos por Lionsgate el 14 de septiembre de 2018.

## Argumento
Stephanie Smothers (Anna Kendrick) es una madre viuda que dirige un blog de manualidades y recetas. Emily Nelson (Blake Lively) es la directora de relaciones públicas de una empresa de moda. Su hijo, Nicky, asiste a la misma escuela primaria que Miles, el hijo de Stephanie. Emily y Stephanie se convierten en mejores amigas cuando sus hijos empiezan a compartir tardes de juego. Tomando martinis intercambian confesiones: Stephanie admite que, cuando era adolescente, tuvo relaciones sexuales con su medio hermano Chris, mientras que Emily expresa su frustración por la falta de éxito de su esposo, el profesor de inglés Sean Townsend (Henry Golding), y por su mala situación financiera.
Emily tiene una crisis laboral y le pide a Stephanie que cuide a Nicky hasta que Sean vuelva de Londres, donde atiende a su madre herida. Al no devolver Emily ninguna de sus llamadas en los dos días siguientes, Stephanie llama a la empresa de Emily, Dennis Nylon, y le dicen que está en Miami. Stephanie llama a Sean, quien llama a la policía. Emily les había dicho a Stephanie y Sean que odia que le tomen fotos, lo que lleva a Stephanie a colarse en el lugar de trabajo de Emily y llevarse una foto, que usa para crear carteles denunciando su desaparición.
El detective Summerville informa que Emily mintió sobre su vuelo a Miami y que alquiló un automóvil. Un seguidor del blog de Stephanie informa haber visto a Emily en Míchigan, donde aparece el automóvil cerca de un campamento de verano. En un lago cercano, la policía encuentra el cadáver de Emily. Stephanie y Sean desarrollan un vínculo a través del dolor y el cuidado de los hijos que se convierte en una relación, y Stephanie se muda con él. El detective Summerville luego le revela a Stephanie que Emily tenía daño hepático severo, una gran cantidad de heroína en su sistema y que Sean recientemente había contratado una póliza de seguro de vida de $ 4 millones para Emily.
Emily, viva y escondida, le envía a Stephanie un mensaje insultante sobre su cita con Chris, haciendo que Stephanie recuerde cómo su esposo, Davis, sospechaba su relación con su medio hermano y cuestionaba la paternidad de Miles.  Se enfrentó a Chris durante un viaje en automóvil, lo que resultó en un accidente presumiblemente intencional que los mató a ambos.
Stephanie investiga el pasado de Emily, hablando con Diana Hyland, una artista que pintó un retrato de Emily. Diana dice que la niña en la pintura es Claudia, su musa, y la describe como una estafadora que desapareció. Stephanie pregunta sobre Míchigan, y Diana le da a Stephanie información que la lleva a un anuario que muestra que Emily es en realidad Hope McLanden y que tiene una gemela idéntica llamada Faith McLanden.  Stephanie se encuentra con la madre de las gemelas, Margaret, quien le explica que cuando tenían 16 años, las gemelas prendieron fuego a un ala de la casa.  Mientras tanto, Emily sorprende a Sean en un café y le cuenta sobre su plan para cobrar el dinero del seguro para resolver sus problemas financieros.
Stephanie atrae a Emily para que la conozca a través de mensajes crípticos en su blog. Emily explica que ella es Hope y que las gemelas prendieron fuego para matar a su padre abusivo. Las dos huyeron y planearon reunirse más tarde, pero Faith nunca apareció. Emily trabajó duro para construir una carrera y una familia cuando, 16 años después, Faith la contactó. Faith, adicta a la heroína, intentó chantajearla por un millón de dólares, amenazando con confesar el incendio provocado, por lo que Emily ahogó a Faith en el lago. Emily miente y le dice a Stephanie que fue Sean quien planeó la estafa del seguro.
Emily está enojada por el amor de Sean por Stephanie, mientras que Stephanie está enojada por el afán de Sean por reunirse con Emily. Stephanie acepta ayudar a Emily a reaparecer ante el público e inculpar a Sean. Sean es arrestado y puesto en libertad bajo fianza. Stephanie cambia de opinión y entabla una discusión falsa con Sean frente a Emily para incriminarla, mientras los micrófonos colocados por la policía están grabando. Emily predice su artimaña y ha desactivado los micrófonos. Emily confiesa los crímenes, y sostiene a la pareja a punta de pistola, diciéndoles que los matará y organizará un asesinato-suicidio. Tras disparar a Sean en el hombro, amenaza con el arma a Stephanie, que revela que tiene una cámara oculta transmitiendo en su blog, en directo, todo lo que está pasando. Emily es arrestada después de ser atropellada por un automóvil.
El texto de cierre explica que Emily fue sentenciada a 20 años de prisión. La segunda novela de Sean se convirtió en un éxito de ventas del New York Times y se convirtió en un exitoso profesor en Berkeley.  Stephanie está saliendo con otro hombre.  Su blog tiene un millón de seguidores y se está convirtiendo en un programa matutino, y que también se ha convertido en una detective privado a tiempo parcial.
En la escena posterior a los créditos, se ve a Emily en prisión, jugando al baloncesto con otras prisioneras.

## Reparto
- Anna Kendrick como Stephanie Smothers, madre de Miles y mejor amiga de Emily.
- Blake Lively como Emily Nelson, mejor amiga de Stephanie, esposa de Sean y madre de Nicky.
- Henry Golding como Sean Townsend, esposo de Emily y padre de Nicky.
- Ian Ho como Nicky Nelson, hijo de Sean y Emily.
- Joshua Satine como Miles, hijo de Stephanie.
- Linda Cardellini como Diana Hyland.
- Eric Johnson como Davis.
- Jean Smart como la señora McLanden.
- Rupert Friend
- Sarah Baker como Maryanne Chelkowsky.
- Andrew Rannells

## Producción

### Desarrollo
En enero de 2016, se anunció que 20th Century Fox había comprado los derechos para una película de la novela A Simple Favor de Darcey Bell, antes de la obligación del libro. La historia había sido vista como similar a la de Perdida y La chica del tren. Creative Artists Agency representó los derechos de la película en el trato con Fox.

### Preproducción
En junio de 2017, se anunció que A Simple Favor ya no era propiedad de 20th Century Fox y en su lugar sería distribuida por Lionsgate. También se anunció que la película sería dirigida por Paul Feig y que Anna Kendrick y Blake Lively estaban en conversaciones para obtener los roles protagonistas. El 26 de julio de 2017, Kendrick y Lively fueron confirmadas como las protagonistas mientras que Henry Golding se unió al reparto como el esposo del personaje de Lively. Más tarde se anunció que Linda Cardellini se había unido como un papel desconocido en septiembre de 2017. Andrew Rannells, Jean Smart y Rupert Friend se unieron al elenco tiempo después.

### Rodaje
A Simple Favor comenzó la producción principal el 14 de agosto de 2017, en Toronto, Ontario, Canadá.

## Estreno
La película se estrenó el 14 de septiembre de 2018.

## Recepción
A Simple Favor ha recibido reseñas generalmente positivas de parte de la crítica y la audiencia. En Rotten Tomatoes, la película posee una aprobación de 85%, basada en 194 reseñas, con una calificación de 7.0/10, mientras que de parte de la audiencia tiene una aprobación de 79%, basada en 3963 votos, con una calificación de 3.9/5.
Metacritic le ha dado a la película una puntuación de 67 de 100, basada en 40 reseñas, indicando "reseñas generalmente favorables". Las audiencias encuestadas por CinemaScore le han dado a la película una "B+" en una escala de A+ a F, mientras que en el sitio IMDb los usuarios le han dado una calificación de 7.1/10, sobre la base de 24 409 votos. En la página FilmAffinity tiene una calificación de 5.8/10, basada en 7.800 votos.
la película fue elegida como una de las mejores películas del 2018.